# 波洛克 (路易斯安那州)
波洛克（英語：Pollock），是美国路易斯安那州下属的一座城市。根据2010年美国人口普查，该市有人口469人。建置上，属于“town”。